# Oskar Zwintscher
Oskar Bruno Zwintscher (ur. 2 maja 1870 w Lipsku, zm. 12 lutego 1916 w Loschwitz k. Drezna) – niemiecki malarz, przedstawiciel nurtu Jugendstil będącego odłamem secesji.

## Życiorys
Był synem pianisty i nauczyciela muzyki Bruno Zwintschera i Friedy z domu Otto. Brat Arthura (1867–1937) – filologa poety i Rudolfa (1871–1946) - pianisty.
W latach 1887-1890 studiował w Hochschule für Grafik und Buchkunst w Lipsku, a w latach 1890-1892 w Drezdeńskiej Akademii Sztuk Pięknych, gdzie był uczniem Leona Pohle i Ferdinanda Pauwelsa.
Po ukończeniu studiów został malarzem niezależnym w Miśni, gdzie otrzymywał stypendium przyznawane przez Munkeltsche Legat - fundację malarzy saksońskich. W tym czasie mieszkał i pracował w zamku Albrechtsburg.
W 1898 po raz pierwszy zaprezentował publicznie dużą kolekcję swoich obrazów. W tym samym roku został laureatem konkursu ufundowanego przez przedsiębiorcę Ludwiga Stollwercka na projekt kart kolekcjonerskich. Ich pierwsza seria zatytułowana "Pory roku" (Jahreszeiten) została opublikowana pod koniec roku, a w 1900 ukazała się seria "Nawałnica". W 1904 został jurorem w konkursie organizowanym przez Stollwercka i Otto Henkella, gdzie wybierał ilustracje do kampanii reklamowych czekolady, kakao i szampana. W jury konkursu zasiadali również profesorowie Emil Döpler, Woldemar Friedrich, Bruno Schmitz i Franz Skarbina oraz przedstawiciel firmy Stollwerck. W 1902 na zaproszenie Rainera Marii Rilkego przebywał przez rok w kolonii Worpswede, gdzie namalował portret Rielkego oraz jego żony Clary. Od 1903 Zwintscher był również profesorem Akademii Sztuk Pięknych w Dreźnie. Do jego uczniów należał m.in. Hermann Lange.
Prace Zwintschera naśladują styl malarstwa dawnych niemieckich mistrzów – Lucasa Cranacha Starszego, Hansa Holbeina Młodszego i innych. Na jego twórczość wywarli wpływ również niemieccy symboliści Arnold Böcklin, Ludwig Richter i Moritz von Schwind. Był znany jako dokładny i pedantyczny twórca, malował swoje dzieła starannie, zwracając uwagę na najdrobniejsze szczegóły. Pozostawał zagorzałym przeciwnikiem impresjonizmu. Był bliskim przyjacielem artysty i rzeźbiarza Saschy Schneidera, autora rzeźby efebosa z pochodnią, umieszczonej na grobie Zwintschera na cmentarzu Loschwitz.

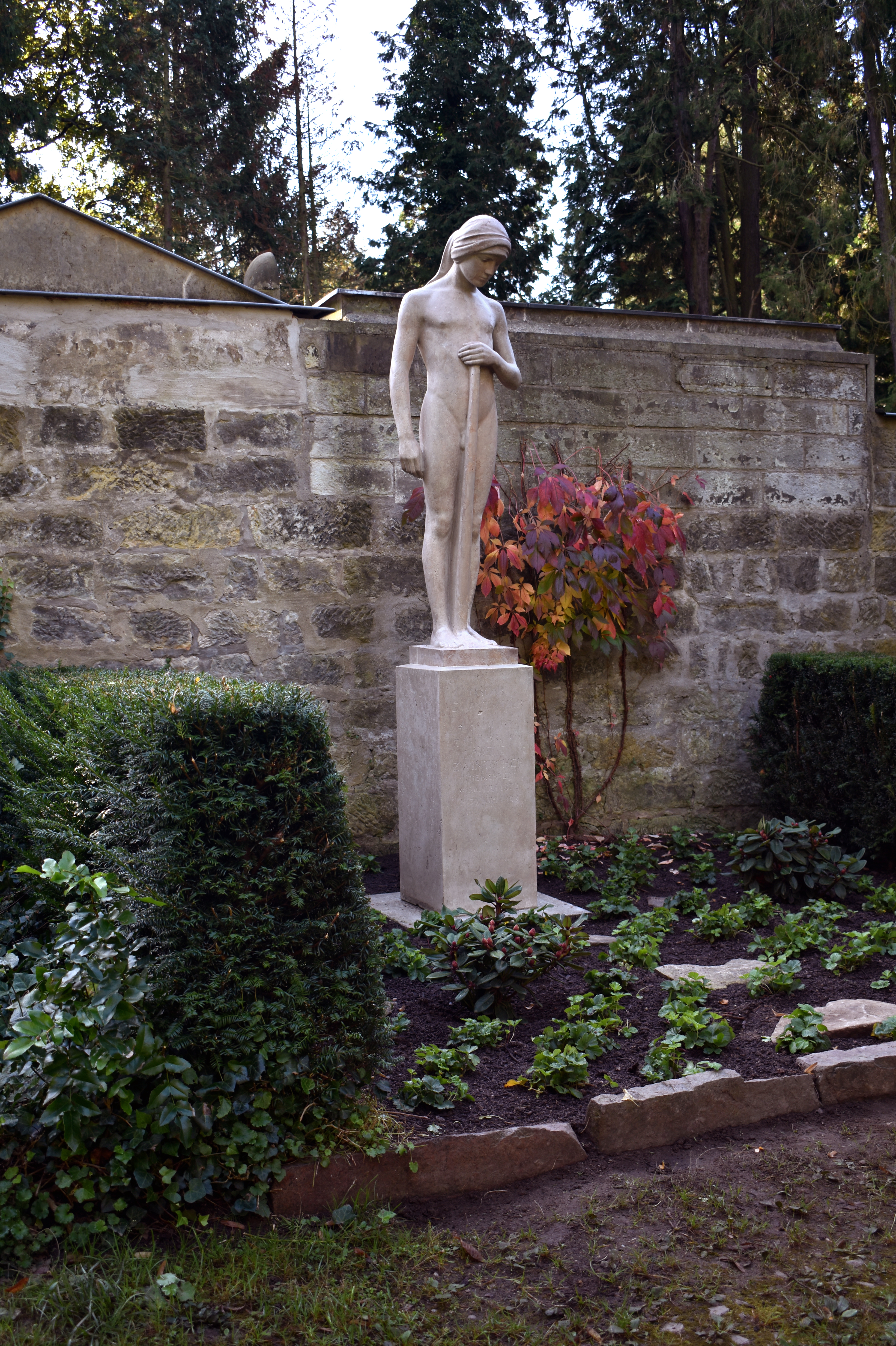
Grób artysty na cmentarzu w Loschwitz z rzeźbą Schneidera

## Galeria

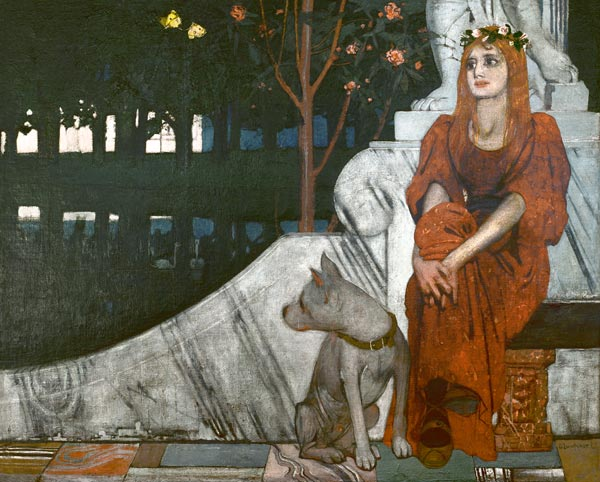
Nostalgia (1895), Stadtmuseum Meißen
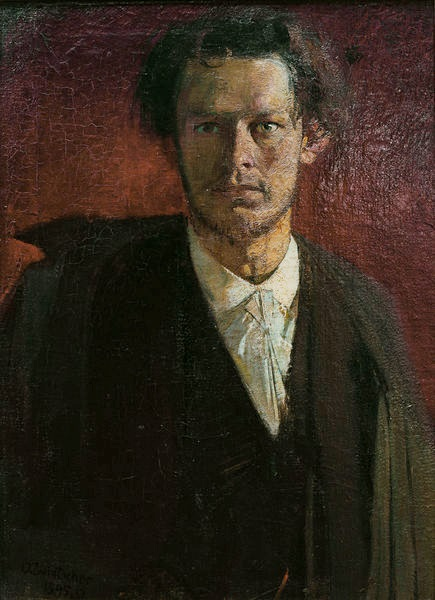
Autoportret (1895)
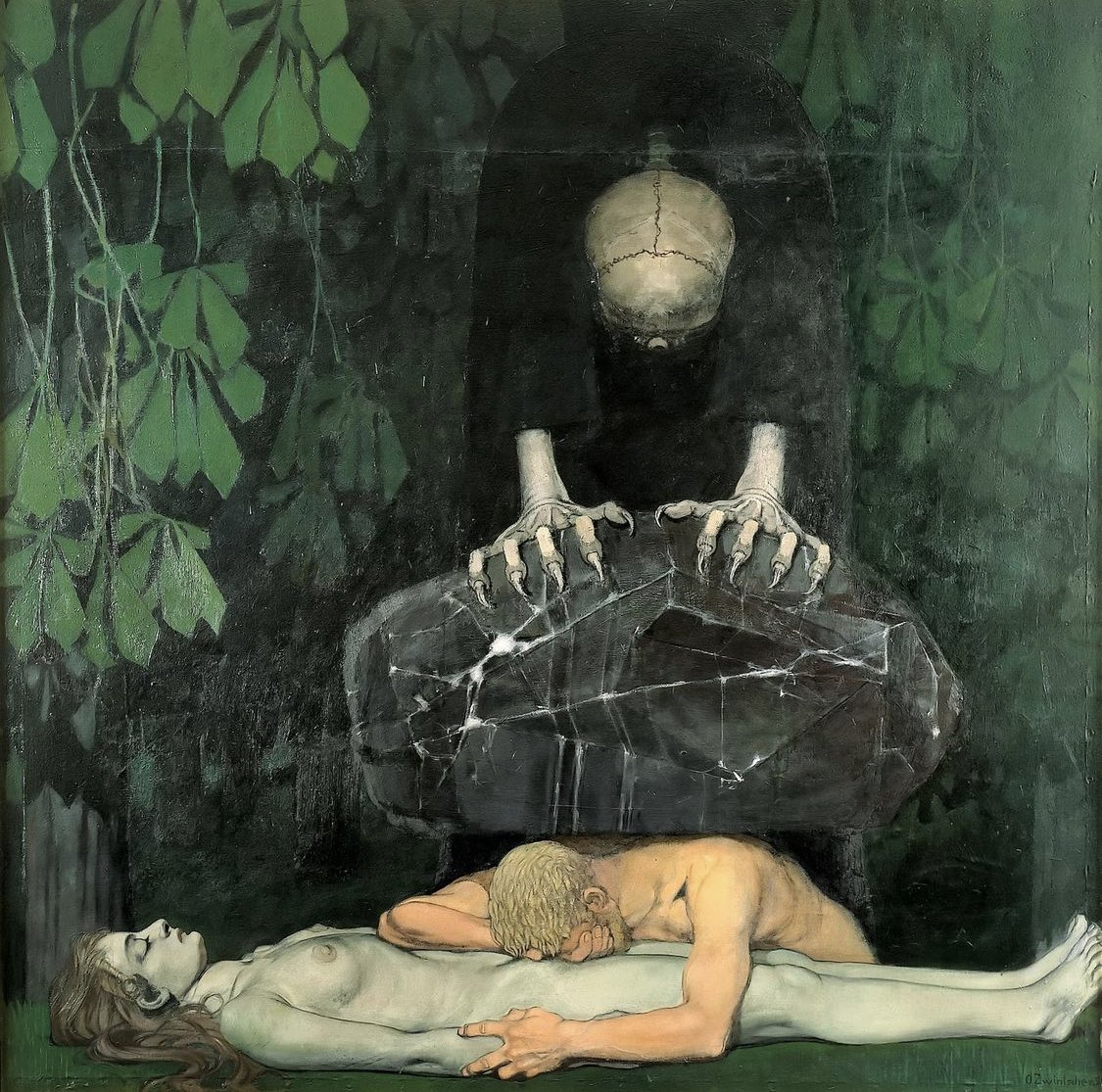
Smutek (1898), Miejska Galeria Sztuki w Dreźnie
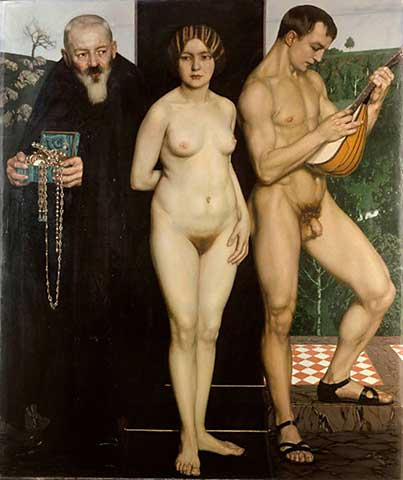
Pomiędzy biżuterią a piosenką (1910), Państwowe Zbiory Sztuki w Dreźnie
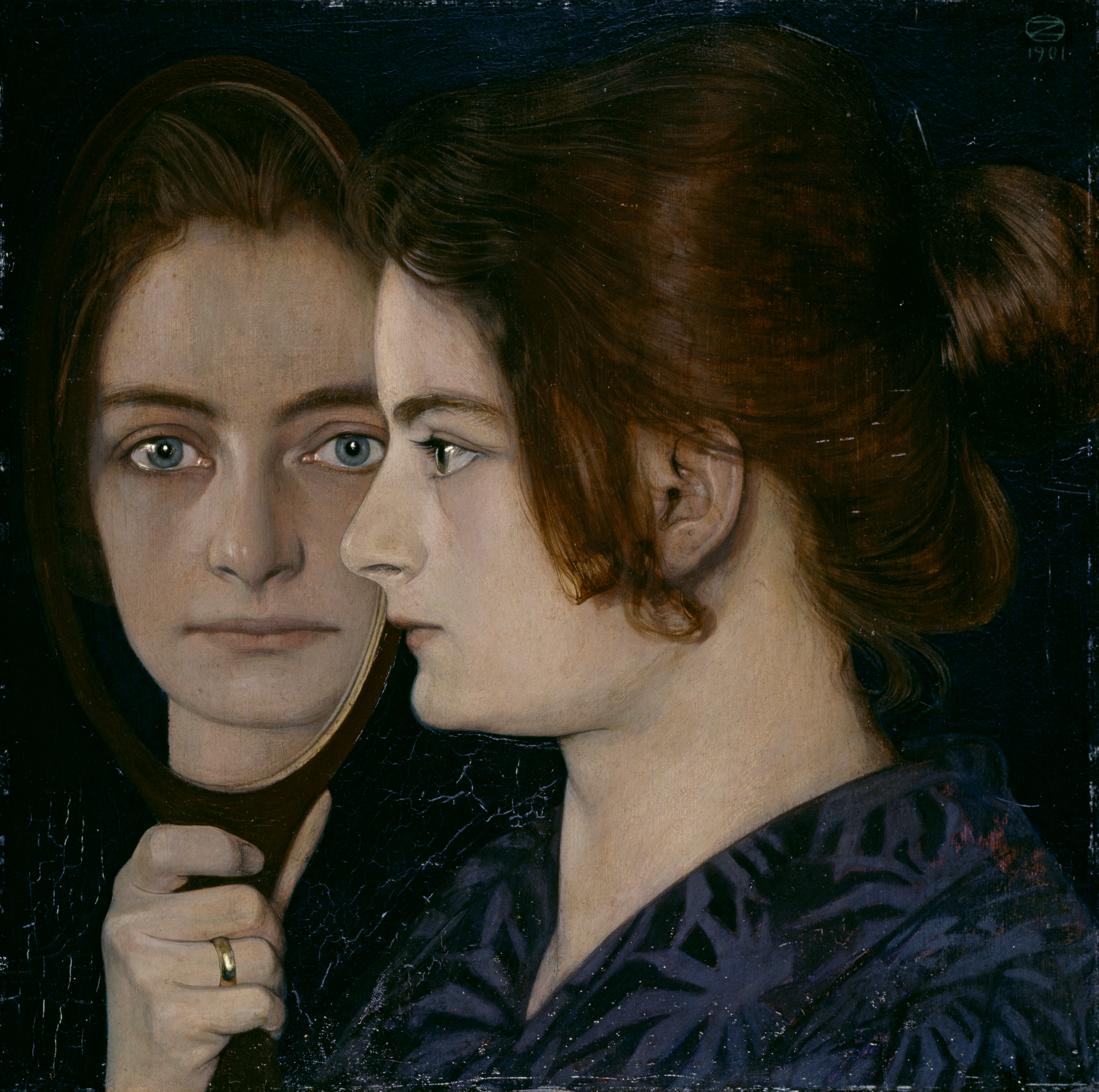
Portret z lustrem (1901), Lenbachhaus, Monachium
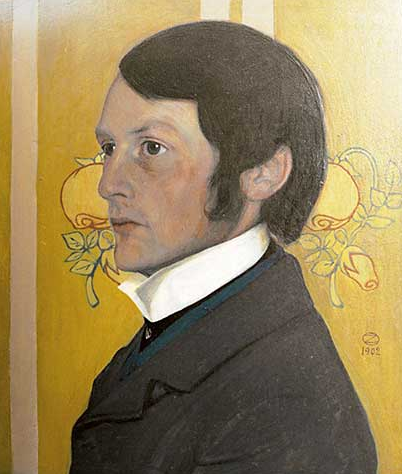
Portret Heinricha Vogelera (1902), Worpswede
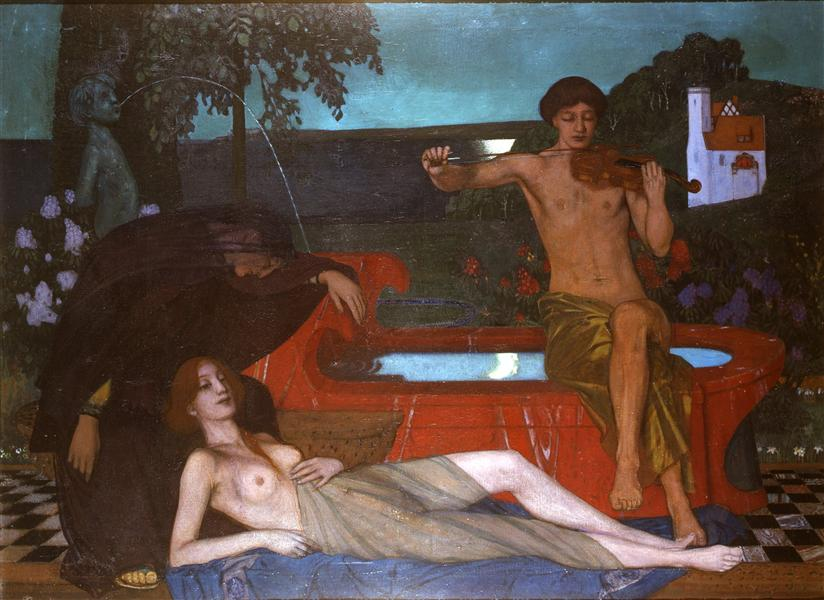
Melodia (1903), Państwowe Zbiory Sztuki w Dreźnie
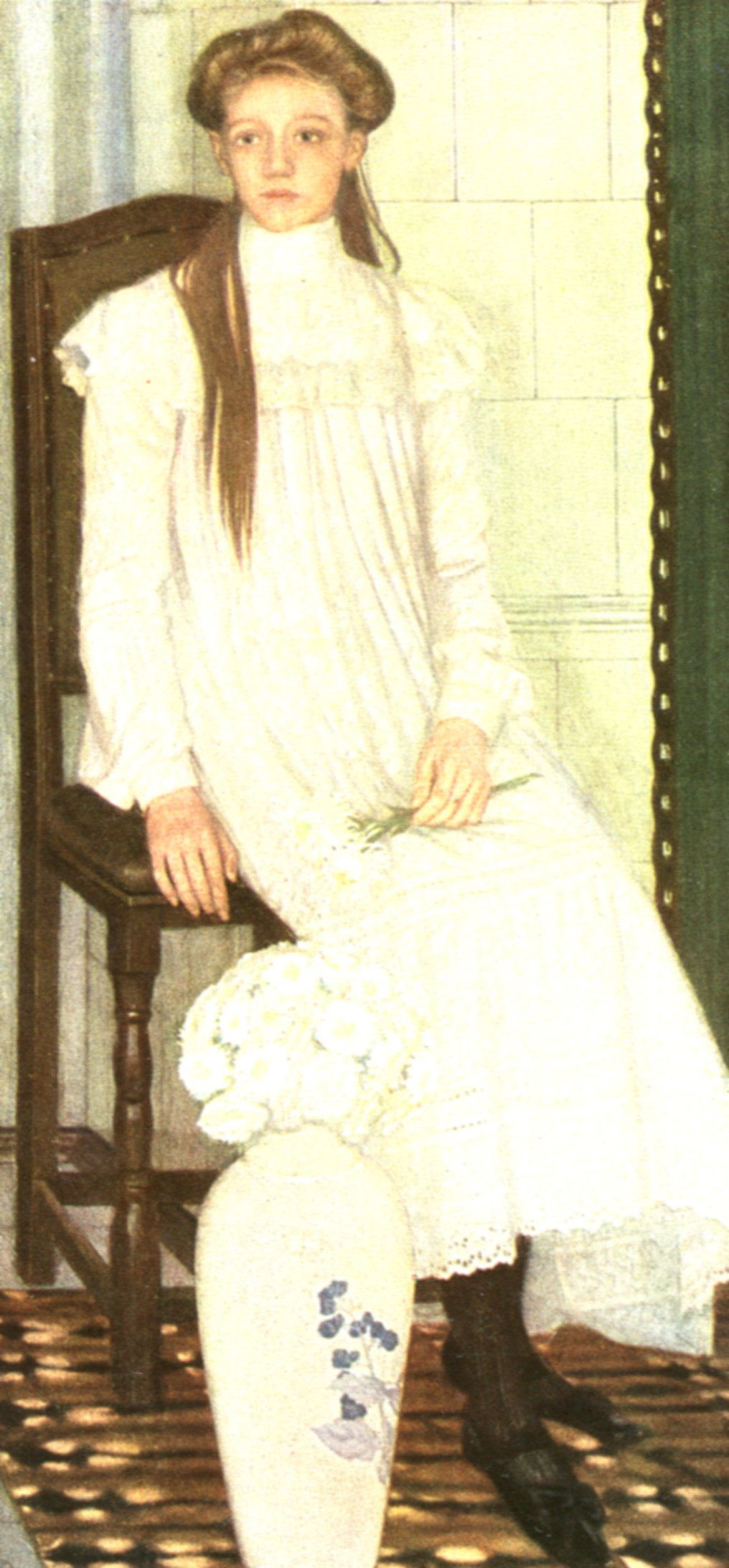
Dziewczynka z białymi astrami (1903), Miejska Galeria Sztuki w Dreźnie
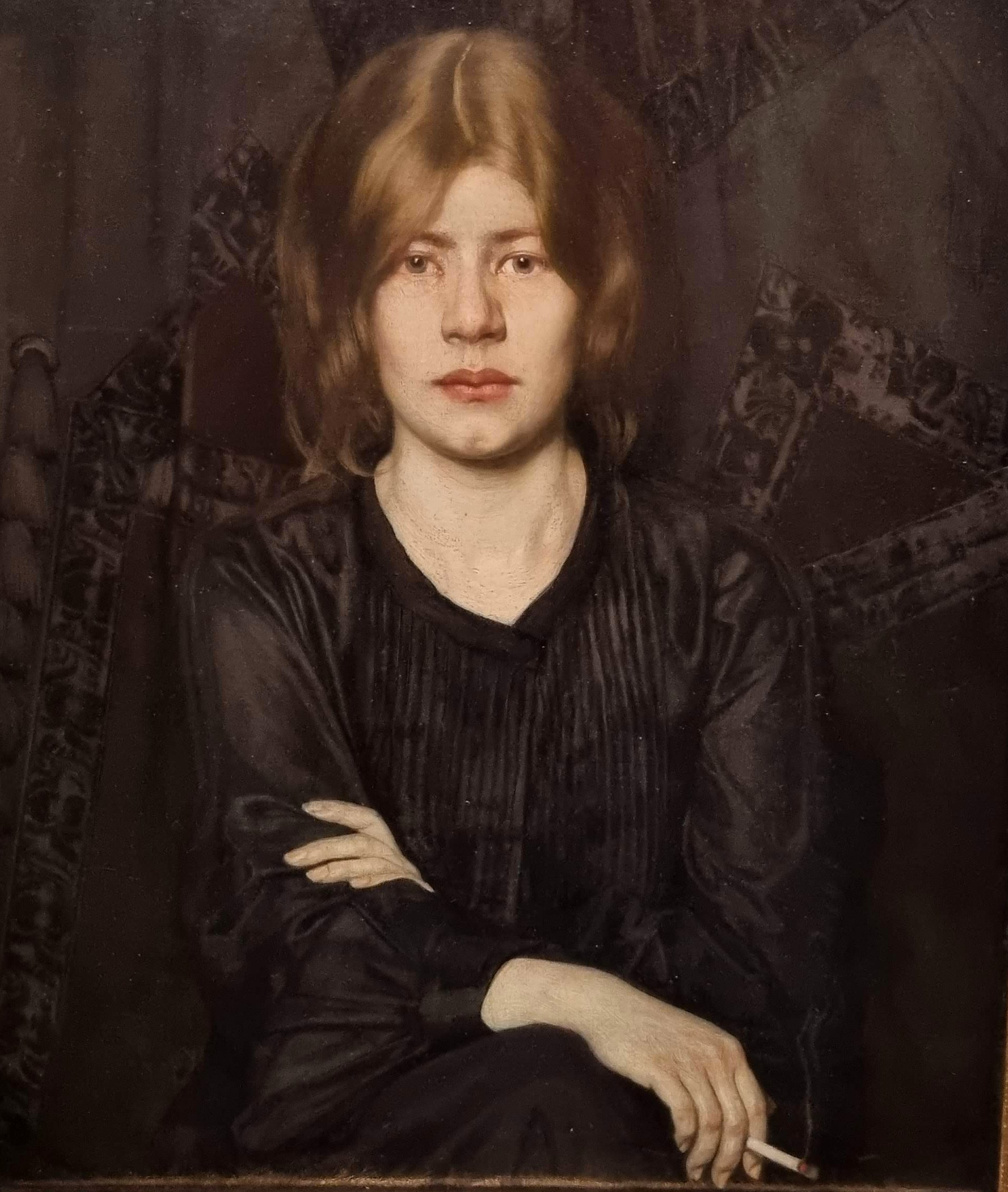
Dama z papierosem (1904), Państwowe Zbiory Sztuki w Dreźnie
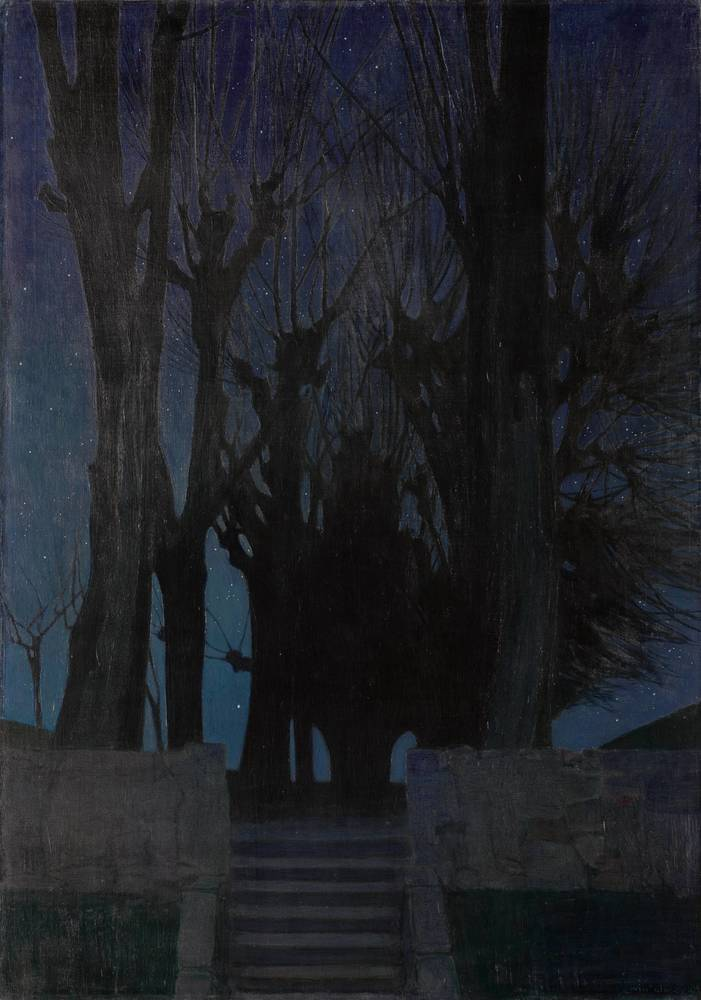
Wierzby nocą (1904), Państwowe Zbiory Sztuki w Dreźnie
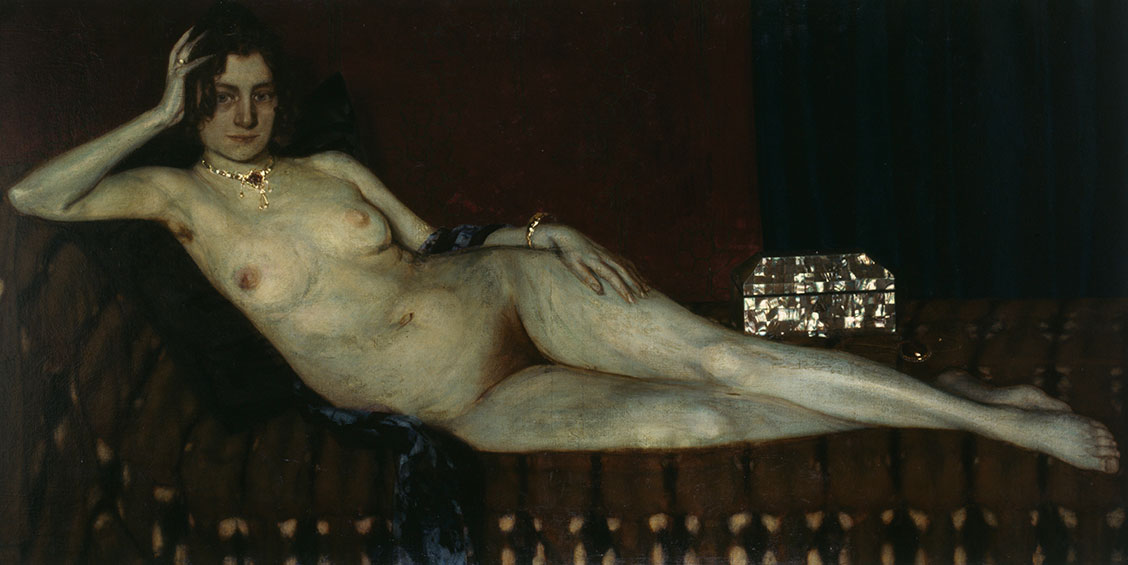
Złoto i masa perłowa (1909), Kunstsammlungen Chemnitz
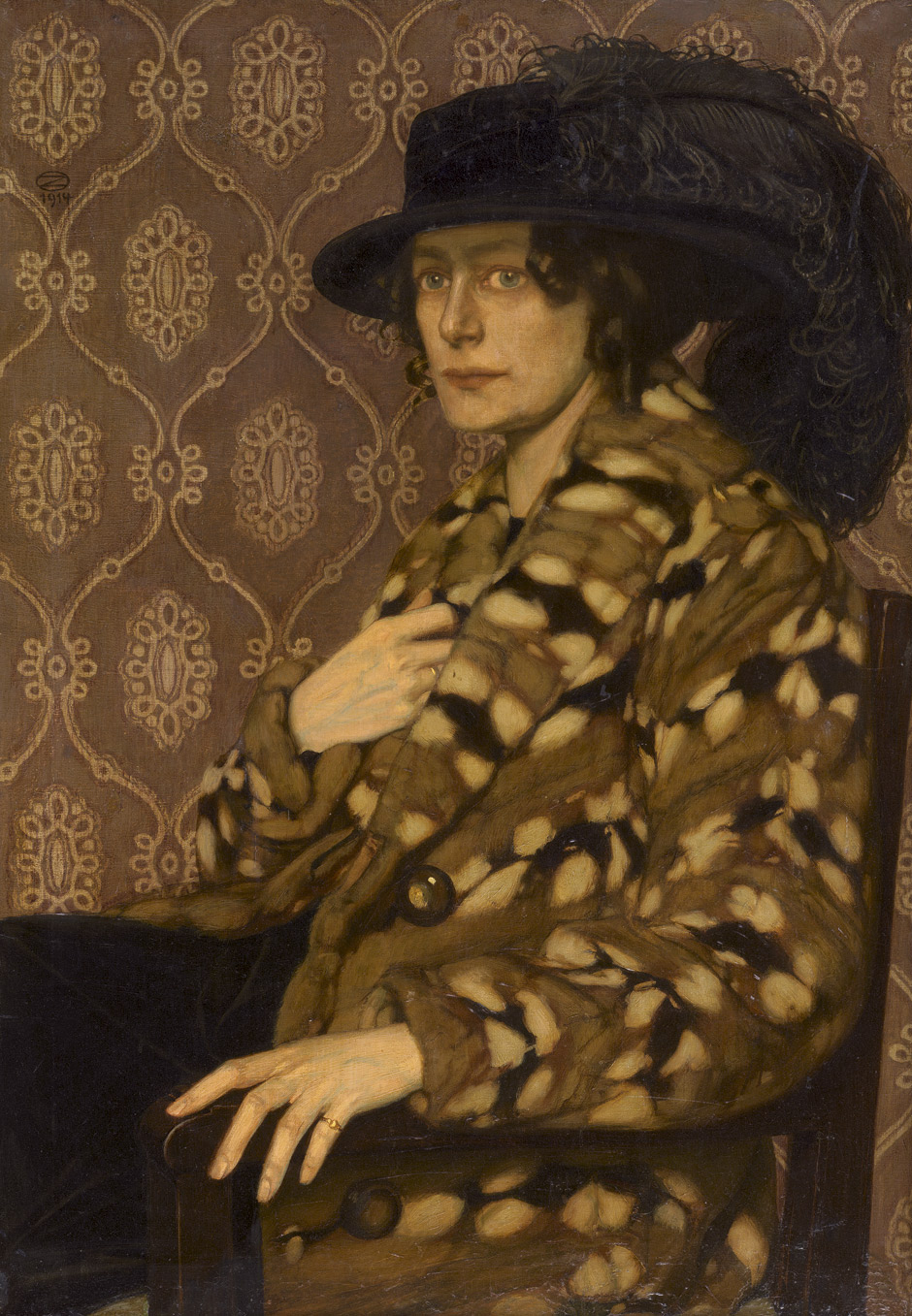
Portret Adele Zwintscher w futrze chomika (1914), kolekcja prywatna
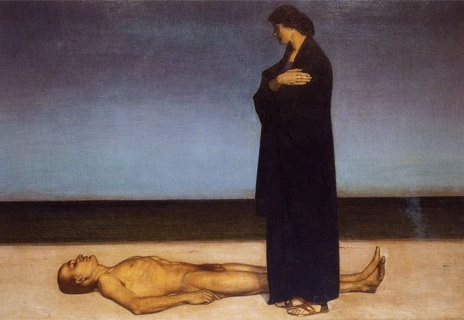
Śmierć nad morzem (1913), Miejska Galeria Sztuki w Dreźnie

Większość dzieł artysty znajduje się obecnie w muzeach w Niemczech m.in. w Dreźnie, Düsseldorfie, Lipsku, Wuppertalu i Chemnitz.
Autoportret Zwintschera z 1908 znajduje się na liście zbiorów utraconych podczas II wojny światowej, przed wojną był częścią zbiorów Śląskiego Muzeum Sztuk Pięknych we Wrocławiu.